# Cryptopimpla ecarinata
Cryptopimpla ecarinata là một loài tò vò trong họ Ichneumonidae.